# Saint-Orens-Pouy-Petit
Pour les articles homonymes, voir Saint-Orens.
Saint-Orens-Pouy-Petit (Sent Orens e Poi Petit en gascon) est une commune française située dans le nord du département du Gers en région Occitanie. Sur le plan historique et culturel, la commune est dans le Condomois, une ancienne circonscription de la province de Gascogne ayant titre de comté.
Exposée à un climat océanique altéré, elle est drainée par l'Auvignon, la Gèle, le Garaillon et par divers autres petits cours d'eau.
Saint-Orens-Pouy-Petit est une commune rurale qui compte 178 habitants en 2022, après avoir connu un pic de population de 455 habitants en 1851.  Elle fait partie de l'aire d'attraction de Condom. Ses habitants sont appelés les Saint-Orinois ou  Saint-Orinoises.

## Géographie

### Localisation
Saint-Orens-Pouy-Petit est une commune située à 5 km au sud-est de Condom. Elle fait partie de l'aire urbaine de Condom.

### Communes limitrophes
Les communes limitrophes sont  Blaziert, Béraut, Caussens, Maignaut-Tauzia, Mas-d'Auvignon, Roquepine et Saint-Puy.
|                 | Caussens               | Blaziert       |
| Béraut          | Saint-Orens-Pouy-Petit | Roquepine      |
| Maignaut-Tauzia | Saint-Puy              | Mas-d'Auvignon |

### Géologie et relief
Saint-Orens-Pouy-Petit se situe en zone de sismicité 1 (sismicité très faible).

### Hameaux et lieux-dits
Elle est constituée de deux villages chapeautant leurs collines respectives, Saint-Orens et Pouy-Petit, séparé par un petit ruisseau en contrebas toujours visible.

### Hydrographie

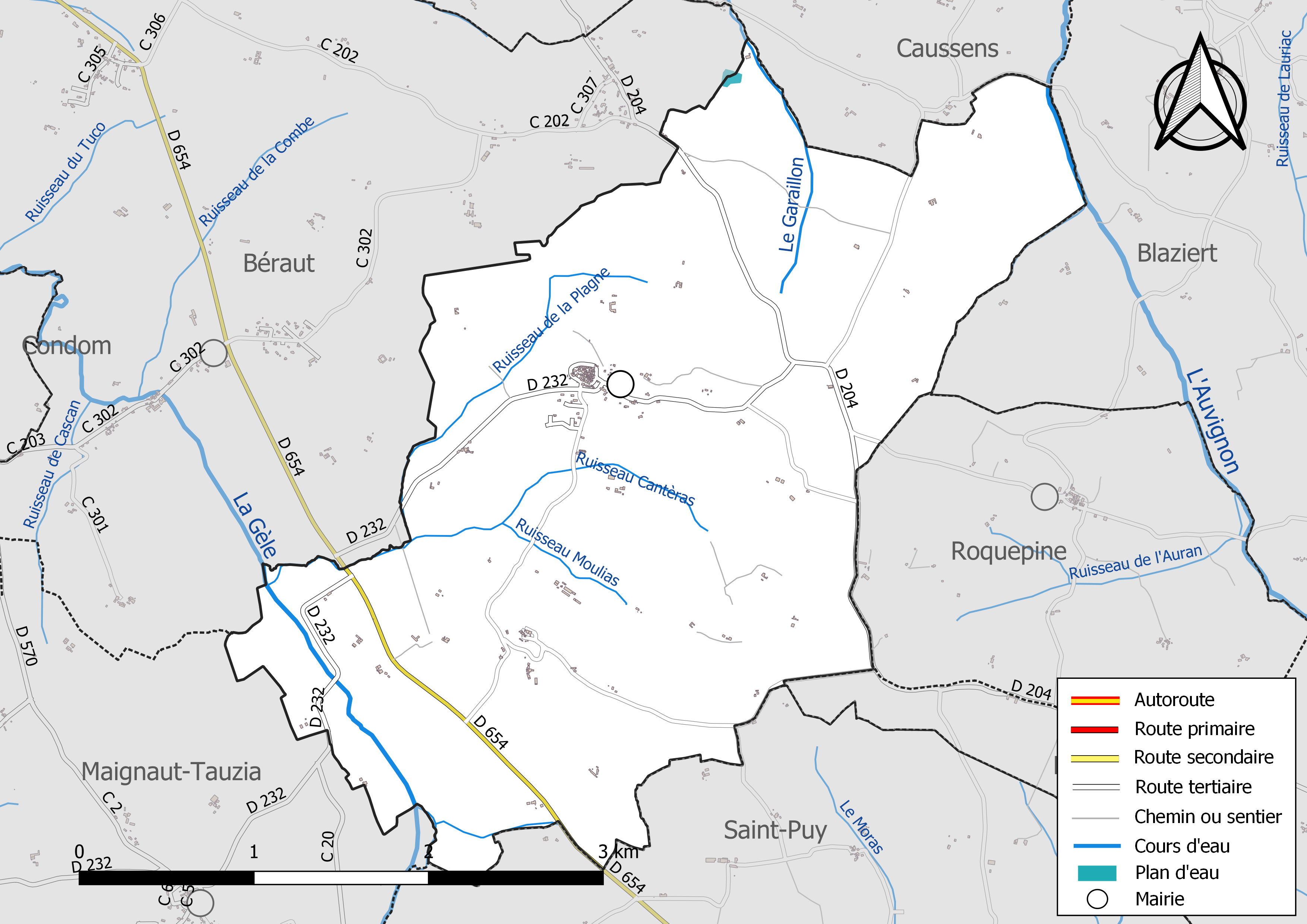
Réseaux hydrographique et routier de Saint-Orens-Pouy-Petit.

La commune est dans le bassin de la Garonne, au sein du bassin hydrographique Adour-Garonne. Elle est drainée par l'Auvignon, la Gèle, le Garaillon, un bras de la Gèle, le ruisseau Cantèras, le ruisseau de la Plagne, le ruisseau Moulias et par deux petits cours d'eau, qui constituent un réseau hydrographique de 11 km de longueur totale,.
L'Auvignon, d'une longueur totale de 55,7 km, prend sa source dans la commune de Mas-d'Auvignon et s'écoule vers le nord. Il traverse la commune et se jette dans la Garonne à Port-Sainte-Marie, après avoir traversé 22 communes.
La Gèle, d'une longueur totale de 25,7 km, prend sa source dans la commune de La Sauvetat et s'écoule du sud-est vers le nord-ouest. Elle traverse la commune et se jette dans la Baïse à Condom, après avoir traversé 6 communes.

### Climat
Pour des articles plus généraux, voir Climat de l'Occitanie et Climat du Gers.
En 2010, le climat de la commune est de type climat du Bassin du Sud-Ouest, selon une étude s'appuyant sur une série de données couvrant la période 1971-2000. En 2020, Météo-France publie une typologie des climats de la France métropolitaine dans laquelle la commune est exposée à un climat océanique altéré et est dans la région climatique Aquitaine, Gascogne, caractérisée par une pluviométrie abondante au printemps, modérée en automne, un faible ensoleillement au printemps, un été chaud (19,5 °C), des vents faibles, des brouillards fréquents en automne et en hiver et des orages fréquents en été (15 à 20 jours).
Pour la période 1971-2000, la température annuelle moyenne est de 13,5 °C, avec une amplitude thermique annuelle de 15,6 °C. Le cumul annuel moyen de précipitations est de 764 mm, avec 9,8 jours de précipitations en janvier et 6,6 jours en juillet. Pour la période 1991-2020, la température moyenne annuelle observée sur la station météorologique la plus proche, située sur la commune de Condom à 7 km à vol d'oiseau, est de 13,9 °C et le cumul annuel moyen de précipitations est de 703,8 mm,. Pour l'avenir, les paramètres climatiques de la commune estimés pour 2050 selon différents scénarios d'émission de gaz à effet de serre sont consultables sur un site dédié publié par Météo-France en novembre 2022.

### Milieux naturels et biodiversité
Aucun espace naturel présentant un intérêt patrimonial n'est recensé sur la commune dans l'inventaire national du patrimoine naturel,,.

## Urbanisme

### Typologie
Au 1er janvier 2024, Saint-Orens-Pouy-Petit est catégorisée commune rurale à habitat très dispersé, selon la nouvelle grille communale de densité à sept niveaux définie par l'Insee en 2022.
Elle est située hors unité urbaine. Par ailleurs la commune fait partie de l'aire d'attraction de Condom, dont elle est une commune de la couronne,. Cette aire, qui regroupe 23 communes, est catégorisée dans les aires de moins de 50 000 habitants,.

### Occupation des sols
L'occupation des sols de la commune, telle qu'elle ressort de la base de données européenne d’occupation biophysique des sols Corine Land Cover (CLC), est marquée par l'importance des territoires agricoles (88,6 % en 2018), une proportion identique à celle de 1990 (88,6 %). La répartition détaillée en 2018 est la suivante : 
terres arables (56,6 %), zones agricoles hétérogènes (15,7 %), prairies (13,8 %), forêts (11,4 %), cultures permanentes (2,4 %). L'évolution de l’occupation des sols de la commune et de ses infrastructures peut être observée sur les différentes représentations cartographiques du territoire : la carte de Cassini (XVIIIe siècle), la carte d'état-major (1820-1866) et les cartes ou photos aériennes de l'IGN pour la période actuelle (1950 à aujourd'hui).

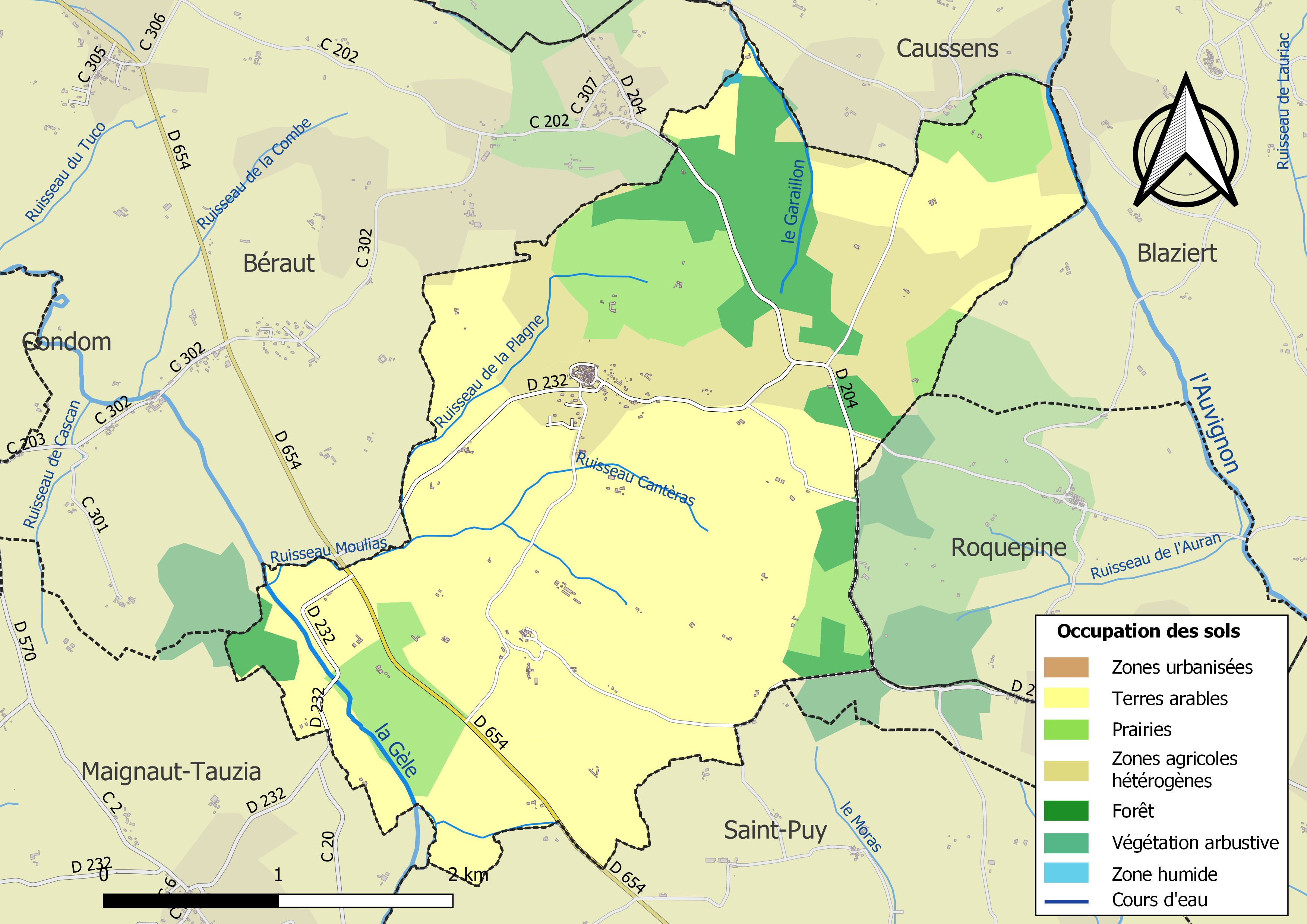
Carte des infrastructures et de l'occupation des sols de la commune en 2018 (CLC).

### Risques majeurs
Le territoire de la commune de Saint-Orens-Pouy-Petit est vulnérable à différents aléas naturels : météorologiques (tempête, orage, neige, grand froid, canicule ou sécheresse) et séisme (sismicité très faible). Un site publié par le BRGM permet d'évaluer simplement et rapidement les risques d'un bien localisé soit par son adresse soit par le numéro de sa parcelle.

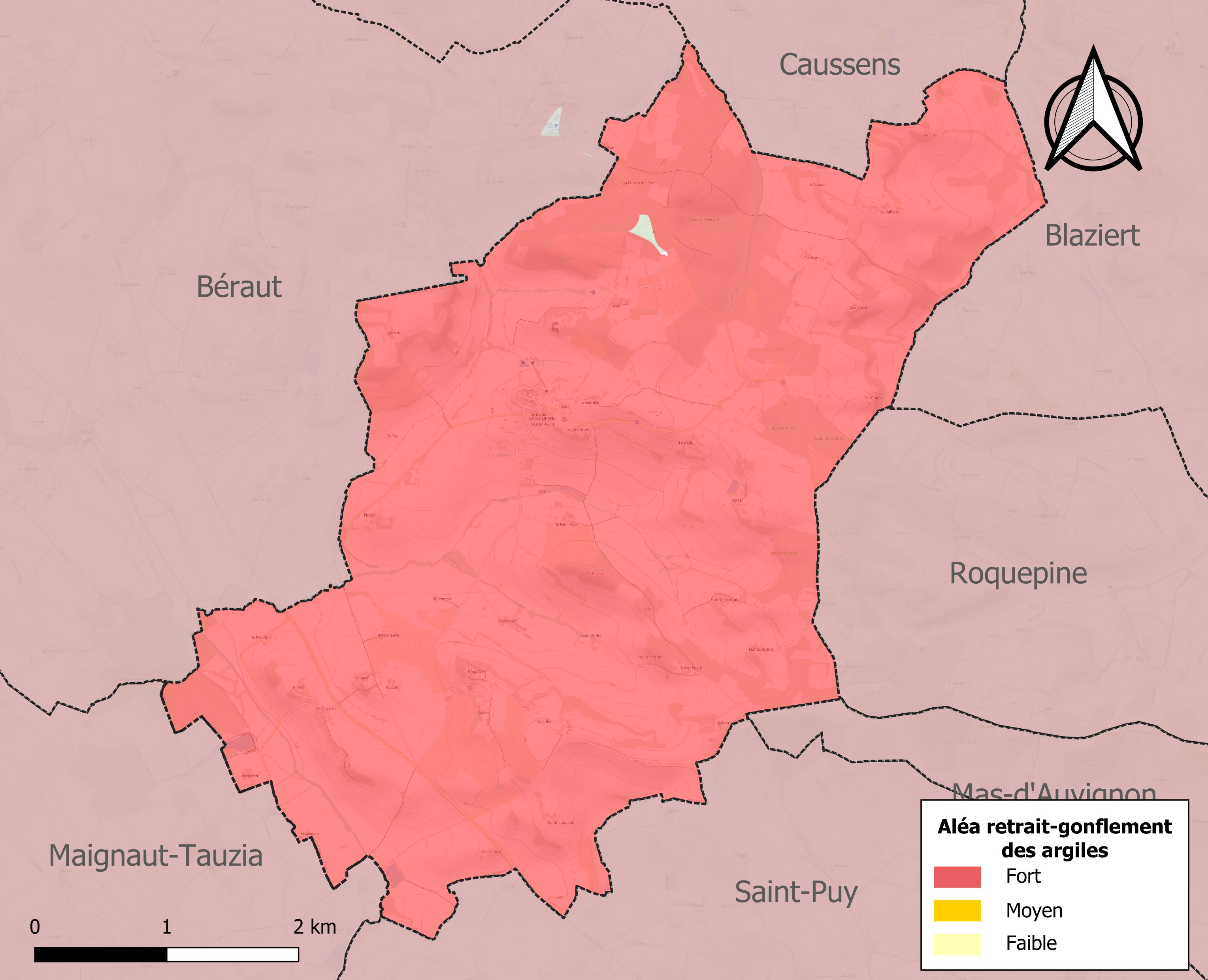
Carte des zones d'aléa retrait-gonflement des sols argileux de Saint-Orens-Pouy-Petit.

Le retrait-gonflement des sols argileux est susceptible d'engendrer des dommages importants aux bâtiments en cas d’alternance de périodes de sécheresse et de pluie. 99,9 % de la superficie communale est en aléa moyen ou fort (94,5 % au niveau départemental et 48,5 % au niveau national). Sur les 128 bâtiments dénombrés sur la commune en 2019, 128 sont en aléa moyen ou fort, soit 100 %, à comparer aux 93 % au niveau départemental et 54 % au niveau national. Une cartographie de l'exposition du territoire national au retrait gonflement des sols argileux est disponible sur le site du BRGM,.
Par ailleurs, afin de mieux appréhender le risque d’affaissement de terrain, l'inventaire national des cavités souterraines permet de localiser celles situées sur la commune.
La commune a été reconnue en état de catastrophe naturelle au titre des dommages causés par les inondations et coulées de boue survenues en 1999, 2009 et 2018. Concernant les mouvements de terrains, la commune a été reconnue en état de catastrophe naturelle au titre des dommages causés par la sécheresse en 1989, 2002, 2003 et 2017 et par des mouvements de terrain en 1999.

## Histoire
En 1841, la commune de Pouy-Petit fut fusionnée au sein de Saint-Orens.

## Politique et administration
| Période                                  | Période  | Identité     | Étiquette | Qualité     |
| ---------------------------------------- | -------- | ------------ | --------- | ----------- |
| mars 2001                                | En cours | Michel Meste | DVG       | Agriculteur |
| Les données manquantes sont à compléter. |          |              |           |             |

## Démographie
L'évolution du nombre d'habitants est connue à travers les recensements de la population effectués dans la commune depuis 1793. Pour les communes de moins de 10 000 habitants, une enquête de recensement portant sur toute la population est réalisée tous les cinq ans, les populations de référence des années intermédiaires étant quant à elles estimées par interpolation ou extrapolation. Pour la commune, le premier recensement exhaustif entrant dans le cadre du nouveau dispositif a été réalisé en 2007.

En 2022, la commune comptait 178 habitants, en évolution de −1,11 % par rapport à 2016 (Gers : +1,04 %, France hors Mayotte : +2,11 %).
| 1793 | 1800 | 1806 | 1821 | 1831 | 1841 | 1846 | 1851 | 1856 |
| ---- | ---- | ---- | ---- | ---- | ---- | ---- | ---- | ---- |
| 117  | 309  | 275  | 230  | 332  | 455  | 449  | 455  | 424  |

| 1861 | 1866 | 1872 | 1876 | 1881 | 1886 | 1891 | 1896 | 1901 |
| ---- | ---- | ---- | ---- | ---- | ---- | ---- | ---- | ---- |
| 427  | 409  | 407  | 397  | 417  | 412  | 406  | 399  | 362  |

| 1906 | 1911 | 1921 | 1926 | 1931 | 1936 | 1946 | 1954 | 1962 |
| ---- | ---- | ---- | ---- | ---- | ---- | ---- | ---- | ---- |
| 322  | 315  | 262  | 270  | 249  | 263  | 260  | 268  | 227  |

| 1968 | 1975 | 1982 | 1990 | 1999 | 2006 | 2007 | 2012 | 2017 |
| ---- | ---- | ---- | ---- | ---- | ---- | ---- | ---- | ---- |
| 209  | 172  | 207  | 190  | 141  | 140  | 140  | 149  | 193  |

| 2022 | - | - | - | - | - | - | - | - |
| ---- | - | - | - | - | - | - | - | - |
| 178  | - | - | - | - | - | - | - | - |

## Économie

### Revenus
En 2018  (données Insee publiées en septembre 2021), la commune compte 72 ménages fiscaux, regroupant 170 personnes. La médiane du revenu disponible par unité de consommation est de 22 420 € (20 820 € dans le département).

### Emploi
|                | 2008  | 2013  | 2018  |
| -------------- | ----- | ----- | ----- |
| Commune        | 2,5 % | 2,2 % | 9,6 % |
| Département    | 6,1 % | 7,5 % | 8,2 % |
| France entière | 8,3 % | 10 %  | 10 %  |

En 2018, la population âgée de 15 à 64 ans s'élève à 121 personnes, parmi lesquelles on compte 76,5 % d'actifs (67 % ayant un emploi et 9,6 % de chômeurs) et 23,5 % d'inactifs,. En  2018, le taux de chômage communal (au sens du recensement) des 15-64 ans est supérieur à celui du département, mais inférieur à celui de la France, alors qu'il était inférieur à celui du département et de la France en 2008.
La commune fait partie de la couronne de l'aire d'attraction de Condom, du fait qu'au moins 15 % des actifs travaillent dans le pôle,. Elle compte 23 emplois en 2018, contre 27 en 2013 et 26 en 2008. Le nombre d'actifs ayant un emploi résidant dans la commune est de 86, soit un indicateur de concentration d'emploi de 26,6 % et un taux d'activité parmi les 15 ans ou plus de 55,7 %.
Sur ces 86 actifs de 15 ans ou plus ayant un emploi, 18 travaillent dans la commune, soit 21 % des habitants. Pour se rendre au travail, 89 % des habitants utilisent un véhicule personnel ou de fonction à quatre roues, 2,4 % les transports en commun, 1,2 % s'y rendent en deux-roues, à vélo ou à pied et 7,3 % n'ont pas besoin de transport (travail au domicile).

### Activités hors agriculture
15 établissements sont implantés  à Saint-Orens-Pouy-Petit au 31 décembre 2019.
Le secteur des activités spécialisées, scientifiques et techniques et des activités de services administratifs et de soutien est prépondérant sur la commune puisqu'il représente 26,7 % du nombre total d'établissements de la commune (4 sur les 15 entreprises implantées  à Saint-Orens-Pouy-Petit), contre 14,4 % au niveau départemental.

### Agriculture
|               | 1988 | 2000 | 2010 | 2020 |
| ------------- | ---- | ---- | ---- | ---- |
| Exploitations | 26   | 18   | 12   | 4    |
| SAU (ha)      | 811  | 604  | 550  | 529  |

La commune est dans le Ténarèze, une petite région agricole occupant le centre du département du Gers, faisant transition entre lʼAstarac “pyrénéen”, dont elle est originaire et dont elle prolonge et atténue le modelé, et la Gascogne garonnaise dont elle annonce le paysage. En 2020, l'orientation technico-économique de l'agriculture  sur la commune est la polyculture et/ou le polyélevage. Quatre exploitations agricoles ayant leur siège dans la commune sont dénombrées lors du recensement agricole de 2020 (26 en 1988). La superficie agricole utilisée est de 529 ha,,.

## Culture locale et patrimoine

### Lieux et monuments
- Village fortifié de Saint-Orens, vue magnifique au sud vers les Pyrénées par temps clair.
- Château de Saint-Orens (XVIe siècle).
- Château gascon de Pouy-Petit (XIIIe siècle).
- Église Saint-Orens.